# Grzybiany
Grzybiany – wieś w Polsce położona w województwie dolnośląskim, w powiecie legnickim, w gminie Kunice.

## Podział administracyjny
W latach 1975–1998 miejscowość administracyjnie należała do województwa legnickiego.

## Zabytki
Do wojewódzkiego rejestru zabytków wpisany jest:
- kościół filialny pw. św. Zofii, z 1500 r., przebudowany w XX w.

## Stanowisko archeologiczne
Na południowy zachód od wsi, na cyplu wschodniego brzegu Jeziora Koskowickiego występuje unikatowe stanowisko archeologiczne, w postaci pozostałości osady kultury łużyckiej istniejącej z przerwami w czasie epok późnego brązu i wczesnego żelaza. Tę prehistoryczną osadę nazywa się dolnośląskim Biskupinem, zarówno z powodu jej obronnego charakteru, położenia na cyplu jeziora, jak i bardzo dobrego zachowania konstrukcji drewnianych.